# Elecciones generales de Honduras de 1989
Las elecciones generales de Honduras de 1989, se realizaron el domingo 26 de noviembre de 1989. En ellas se renovaron los titulares de los cargos de elección popular de la República de Honduras, estos son:
- Presidente de Honduras: Jefe de Estado de Honduras que ejercerá las funciones de dirección del Poder Ejecutivo de Honduras por mandato del pueblo. Sustituirá a José Azcona del Hoyo del Partido Liberal.
- 128 diputados al Congreso de Honduras.
- 20 diputados al Parlamento Centroamericano.
- 298 alcaldes y 298 vicealcaldes, así como 2092 regidores.

De acuerdo a datos del Registro Nacional de las Personas (RNP), existen 2 366 448 hondureños inscritos en el padrón de votantes.

## Candidato ganador
Las encuestas realizadas en el territorio nacional hondureño, marcaban una tendencia a que el candidato oficial del partido de gobierno Ingeniero  Carlos Flores Facussé sería el virtual ganador en las elecciones, cosa contraria sucedería en el escrutinio realizado por la noche y día siguiente que daban una ventaja al candidato del partido conservador Licenciado Rafael Leonardo Callejas, pasando así, a ser el primer presidente constitucional del Partido Nacional electo en la era democrática hondureña.

## Resultados
Según registro del Tribunal Nacional de Elecciones de Honduras, en acta Número 850, la participación de ciudadanos fue de 1,799,146 electores

### Presidente y Congreso Nacional
| Partido                   | Partido                            | Candidatos                | Votos     | %      | Escaños | +/-   |
| ------------------------- | ---------------------------------- | ------------------------- | --------- | ------ | ------- | ----- |
|                           | Partido Nacional de Honduras (PNH) | Rafael Leonardo Callejas  | 917.168   | 52,30  | 71      | +8    |
|                           | Partido Liberal de Honduras (PLH)  | Carlos Flores Facussé     | 776.983   | 44,31  | 56      | -11   |
|                           | Partido Innovación y Unidad (PINU) | Antonio Aguilar Cerrato   | 33.952    | 1,94   | 0       | -2    |
|                           | Partido Demócrata Cristiano (PDC)  | Efraín Díaz Arrivillaga   | 25.453    | 1,45   | 1       | -1    |
|                           |                                    |                           |           |        |         |       |
| Votos válidos             | Votos válidos                      | Votos válidos             | 1.753.556 | 97,15  |         |       |
| Votos nulos               | Votos nulos                        | Votos nulos               | 27.107    | 1,42   |         |       |
| Votos en blanco           | Votos en blanco                    | Votos en blanco           | 18.483    | 1,43   |         |       |
| Total                     | Total                              | Total                     | 1.779.146 | 100,00 | 128     | -6    |
| Registrados/Participación | Registrados/Participación          | Registrados/Participación | 2.366.448 | 76,03  | -7,99   | -7,99 |

### Resultados por Departamento
| Departamento      | Liberal | PDC    | PINU   | Nacional |
| ----------------- | ------- | ------ | ------ | -------- |
| Departamento      |         |        |        |          |
| Atlántida         | 39.322  | 1.124  | 1.732  | 46.051   |
| Colón             | 24.898  | 715    | 1.088  | 25.711   |
| Comayagua         | 44.663  | 1.104  | 1.054  | 49.561   |
| Copán             | 40.454  | 1.396  | 1.539  | 49.048   |
| Cortés            | 120.659 | 3.681  | 7.956  | 123.859  |
| Choluteca         | 47.604  | 1.953  | 1.717  | 65.946   |
| El Paraíso        | 51.574  | 847    | 1.042  | 45.976   |
| Francisco Morazán | 137.855 | 4.246  | 9.119  | 196.788  |
| Gracias a Dios    | 4.557   | 287    | 94     | 6.937    |
| Intibucá          | 17.976  | 946    | 582    | 25.714   |
| Islas de la Bahía | 3.774   | 83     | 61     | 4.458    |
| La Paz            | 20.559  | 725    | 674    | 22.046   |
| Lempira           | 25.383  | 1.219  | 1.273  | 37.625   |
| Ocotepeque        | 16.311  | 887    | 568    | 15.844   |
| Olancho           | 45.700  | 1.297  | 1.415  | 55.896   |
| Santa Bárbara     | 52.995  | 2.593  | 1.698  | 57.709   |
| Valle             | 22.411  | 531    | 382    | 26.810   |
| Yoro              | 60.248  | 1.819  | 1.958  | 61.192   |
| Total             | 776.983 | 25.453 | 33.952 | 917.168  |